# Monster Truck Madness
Monster Truck Madness és un videojoc de curses desenvolupat per Terminal Reality i publicat per Microsoft per a Windows 95. Durant el desenvolupament es va referir com a Heavy Metal Truck o pel nom en clau intern Metal Crush.

## Jugabilitat
Monster Truck Madness és un videojoc de curses que permet als jugadors seleccionar entre els 12 camions monstre de la vida real i competir amb els jugadors de la IA en un dels quatre modes - acceleració (basat en els PENDA Point Series), circuit, ral·li i torneig. També és possible que els jugadors humans corrin un contra l'altre a través de DirectPlay.

## Continuacions
Una seqüela de l'original i publicada el 1998, Monster Truck Madness 2 (abreujat com a MTM2, en nom de codi Metal Crush 2, ofereix gràfics millorats, una interfície actualitzada, nous camions i pistes i l'addició de condicions meteorològiques variables. No obstant això, el motor del joc és essencialment el mateix que el que s'utilitzava en el joc original. Un testimoni de la seva similitud és el fet que la majoria de camions i pistes personalitzades són compatibles amb els dos jocs.
El 2003, un nou joc anomenat Monster Truck Madness va ser alliberat per la Game Boy Advance. Va ser desenvolupat per Tantalus Media i publicat per THQ.

## Rebuda
Un revisor per a Next Generation va declarar que Monster Truck Madness "el títol que realment sembla aprofitar al màxim el sistema operatiu de Windows 95", citant impressionants frame rates fins i tot sense utilitzar targetes acceleradores gràfiques i una forta sensació de velocitat. Va criticar la física com a poc realista, però va dir que els paràmetres personalitzables permeten als jugadors de tots els nivells de competència establir un repte satisfactori per a ells mateixos. Rebecca Anderson va escriure per a GameSpot que malgrat la seva percepció de les carreres de monstre com a crues i baixes, "em va agradar jugant a MTM". Va elogiar la intensitat dels gràfics i de la jugabilitat, les nombroses opcions, l'ús d'un famós locutor de camions monstre per als comentaris i la capacitat de conduir a pistes i superfícies no utilitzades en esdeveniments reals, tot i que va notar alguns errors tècnics.
Monster Truck Madness va ser nominat com a "Simulació de carreres" de l'any 1996 per Computer Games Strategy Plus, tot i que va perdre contra NASCAR Racing 2.